# Сиаоси Совалени
Сиаоси Офакивахафолау Совалени (енгл. Siaosi ‘Ofakivahafolau Sovaleni; Нгелеиа, 28. фебруар 1970) тонгански је политичар и мандатар за састав нове Владе Тонгe. Током своје каријере обављао је неколико министарских функција, а такође је био и посланик у Парламенту Тонгe.